# Upparbetning
Upparbetning är en process som omvandlar använt bränsle från kärnkraftverk, så att det kan användas igen som bränsle, exempelvis MOX-bränsle, i kärnkraftverk eller för att skaffa sig ett mer lätthanterligt radioaktivt avfall. Processen är en del i kärnbränslecykeln och eftersom den kan drivas så, att produkten passar för att ladda kärnvapen, är upparbetning underkastad särskild internationell kontroll.

## Historik
De första storskaliga kärnreaktorerna byggdes under andra världskriget. Dessa reaktorer hade utformats för produktion av plutonium för användning i kärnvapen. Den enda upparbetning som krävdes för detta var utvinning av plutonium (utan förorening av klyvningsprodukter) från det använda uranbränslet. År 1943 hade flera metoder föreslagits för separering av den relativt lilla mängden plutonium från uranet och fissionsprodukterna. Den första metoden som valdes var en fällningsprocess kallad vismutfosfatprocessen, som hade utvecklats och testats vid Oak Ridge National Laboratory (ORNL) mellan 1943 och 1945 för att producera plutonium för utvärdering och användning i USA:s vapenprogram. ORNL producerade den första makroskopiska mängden (gram) av separerat plutonium med denna process.
Vismutfosfatprocessen drevs först i stor skala i Hanfordanläggningen, under senare delen av 1944. Den var framgångsrik för plutoniumseparation i den akuta situation som då rådde, men den hade en betydande svaghet, nämligen oförmågan att återvinna uran.
Den första lyckade extraktionsprocessen för återvinning av rent uran och plutonium med hjälp av lösningsmedel utvecklades vid ORNL 1949. Den nuvarande metoden för extraktion är PUREX-processen. Separationsanläggningar konstruerades också vid Savannah River Site och en mindre anläggning i West Valley, som stängdes 1972 på grund av att den inte kunde möta nya lagkrav.
Upparbetning av civilt bränsle har länge bedrivits vid COGEMA-anläggningen i La Hague i Frankrike, Sellafield i Storbritannien, Majak i Ryssland, och på platser som Tokaianläggningen i Japan och Tarapuranläggningen i Indien.
I oktober 1976 fick oron för kärnvapenspridning (särskilt efter att Indien visat sig ha kärnvapenkapacitet med hjälp av upparbetningsteknik) president Gerald Ford att utfärda ett presidentdirektiv om att på obestämd tid skjuta upp den kommersiella upparbetningen och återvinningen av plutonium i USA. Den 7 april 1977 förbjöd president Jimmy Carter upparbetning av använt kärnbränsle från kommersiella reaktorer. Nyckelfrågan för denna politik var det allvarliga hotet om kärnvapenspridning genom avledning av plutonium från den civila bränslecykeln, och att uppmuntra andra länder att följa USA:s förebild. Därefter var det endast länder som redan hade stora investeringar i upparbetningsanläggningar som fortsatte att upparbeta använt kärnbränsle. President Reagan upphävde förbudet 1981, men anslog inte de medel som skulle ha behövts för att starta kommersiell upparbetning.
I mars 1999 ändrade USA:s energidepartement sin politik och tecknade ett avtal med ett konsortium bestående av Duke Energy, COGEMA och Stone & Webster (DCS) för att utforma och driva en anläggning för tillverkning av MOX-bränsle. Iordningställande vid Savannah River Site (South Carolina) började i oktober 2005. Under 2011 rapporterade New York Times "... 11 år efter att regeringen tilldelat ett byggkontrakt, har kostnaden för projektet stigit till nästan 5 miljarder USD. Den stora betong- och stålstrukturen är halvfärdig och regeringen har ännu inte hittat några kunder, trots erbjudanden om lukrativa subventioner." TVA (för närvarande den mest sannolika kunden) beslutade i april 2011 att senarelägga sitt beslut tills det klarlagts hur MOX-bränsle uppfört sig under kärnkraftsolyckan i Fukushima.

## Motivering
Upparbetning av kärnbränsle använder kemiska processer för att skilja användbara komponenter från klyvningsprodukter och annat radioaktivt avfall. På så sätt återvinns återstående uran och nyskapat plutonium. Upparbetning tjänar flera syften, vilkas relativa betydelse har förändrats över tiden. Ursprungligen användes upparbetning enbart för att utvinna plutonium för att tillverka kärnvapen. Med kommersialiseringen av kärnkraften kan upparbetat plutonium material återföras som MOX-bränsle för termiska reaktorer. MOX kan höja energiutbytet med omkring 12% och i viss mån reducera plutoniumlagren. 
Upparbetat uran, som utgör huvuddelen av använt bränslematerial, kan i princip också återanvändas som bränsle, men det är bara ekonomiskt när priset på uran är högt. Bridreaktorer kan inte bara utnyttja återvunnet plutonium och uran, utan även andra aktinider. Därmed sluts kärnbränslecykeln och energiuttaget ur naturligt uran kan potentiellt mångfaldigas med mer än 60 gånger. Kärnbränsleupparbetning minskar också volymen av högaktivt kärnavfall och dess radiotoxicitet och medger att kärnavfallets komponenter kan hanteras separat och destrueras eller lagras.
Trots de energi- och avfallshanteringsfördelar som kärnbränsleupparbetning medför, har denna varit politiskt kontroversiell på grund av risken för att bidra till kärnvapenspridning, den potentiella sårbarheten för nukleär terrorism, och på grund av dess höga kostnad jämfört med engångs, icke återföring.

## Upparbetningsprocesser
Den kemiska processen PUREX (Plutonium Uranium Redox EXtraction) är den för närvarande dominerande metoden för att separera plutonium och uran genom vätske-vätske-extraktion, utan att beakta mindre mängder av andra aktinider och fissionsprodukter.
Av andra metoder som är under utveckling kan nämnas: processer i vattenlösning (Urex, TRUEX, DIAMEX, Sanex, UNEX Thorex, GANEX) och smältmetallurgiska processer.

## Lägen för befintliga och nedlagda upparbetningsanläggningar
| Land      | Upparbetningsläge                                | Bränsletyp                      | Process               | Upparbetning kapacitet Uran ton/år | Tillstånd eller driftperiod |
| --------- | ------------------------------------------------ | ------------------------------- | --------------------- | ---------------------------------- | --------------------------- |
| Belgien   | Mol                                              | LWR, MTR (Materialtest reaktor) |                       | 80                                 | 1966-1974                   |
| Kina      | intermediate pilot plant                         |                                 |                       | 60-100                             | 1968-tidigt 1970-tal        |
| Kina      | Plant 404                                        |                                 |                       | 50                                 | 2004                        |
| Tyskland  | Karlsruhe, WAK                                   | LWR                             |                       | 35                                 | 1971-1990                   |
| Frankrike | Marcoule, UP 1                                   | Militär                         |                       | 1,200                              | 1958-1997                   |
| Frankrike | Marcoule, CEA APM                                | FBR                             | PUREX DIAMEX SANEX    | 6                                  | 1988–idag                   |
| Frankrike | La Hague, UP 2                                   | LWR                             | PUREX                 | 900                                | 1967-1974                   |
| Frankrike | La Hague, UP 2-400                               | LWR                             | PUREX                 | 400                                | 1976-1990                   |
| Frankrike | La Hague, UP 2-800                               | LWR                             | PUREX                 | 800                                | 1990                        |
| Frankrike | La Hague, UP 3                                   | LWR                             | PUREX                 | 800                                | 1990                        |
| UK        | Windscale                                        | Magnox                          |                       | 1,000                              | 1956-1962                   |
| UK        | Sellafield, B205                                 | Magnox                          | PUREX                 | 1,500                              | 1964                        |
| UK        | Dounreay                                         | FBR                             |                       | 8                                  | 1980                        |
| UK        | THORP                                            | LWR                             | PUREX                 | 1,200                              | 1990                        |
| Italien   | Rotondella                                       | Torium                          |                       | 5                                  | 1968 (stängning)            |
| Indien    | Trombay                                          | Militär                         | PUREX                 | 60                                 | 1965                        |
| Indien    | Tarapur                                          | PHWR                            |                       | 100                                | 1982                        |
| Indien    | Kalpakkam                                        | FBR                             |                       | 100                                | 1998                        |
| Indien    | Tarapur                                          | PHWR                            |                       | 100                                | 2011                        |
| Japan     | Tokaimura                                        | LWR                             |                       | 210                                | 1977                        |
| Japan     | Rokkasho                                         | LWR                             |                       | 800                                | 2005                        |
| Pakistan  | New Labs, Rawalpindi                             | Militär/Plutonium/Torium        |                       | 80                                 | 1982–idag                   |
| Pakistan  | Khushab Nuclear Complex, Atomic City of Pakistan | HWR/Militär/Tritium             |                       | 22 kg                              | 1986–idag                   |
| Ryssland  | Mayak Plant B                                    | Militär                         |                       | 400                                | 1948-196?                   |
| Ryssland  | Mayak Plant BB, RT-1                             | LWR                             | PUREX + Np separation | 400                                | 1978                        |
| Ryssland  | Zjeleznogorsk (Krasnojarsk-26), RT-2             | VVER                            |                       | 1,500                              | under byggnad               |
| USA, NY   | West Valley                                      | LWR                             |                       | 300                                | 1966-1972                   |

I Sverige fanns på 1960-talet planer på att bygga en upparbetningsanläggning i Sannäs, inom ramen för det svenska kärnvapenprogrammet.